# Yvonne Bryceland
Yvonne Bryceland (Città del Capo, 18 novembre 1925 – Londra, 13 gennaio 1992) è stata un'attrice sudafricana; apprezzata interprete teatrale, è nota soprattutto per le sue performance nei drammi di Athol Fugard.
Attiva in patria, a Londra e a New York, Yvonne Bryceland ottenne il suo maggior successo nella pièce The Road to Mecca: per la sua interpretazione del personaggio di Miss Hellen a Londra vinse il Laurence Olivier Award alla miglior attrice nel 1985 e l'Obie Award ed il Theatre World Award quando il dramma debuttò a New York nel 1988. Negli ultimi anni della vita insegnò nel dipartimento di teatro della Cornell University.
Morì di cancro a Londra nel 1992, all'età di sessantasette anni.

## Filmografia parziale
- Johnny il bello (Johnny Handsome), regia di Walter Hill (1989)